# المركبة (رصد)

تعديل مصدري - تعديل

المركبة هي إحدى قرى عزلة القارة بمديرية رصد التابعة لمحافظة أبين، بلغ تعداد سكانها 131 نسمة حسب تعداد اليمن لعام 2004.